# 茶斑龜金花蟲
茶斑龜金花蟲（学名：Cassida piperata），又称虾钳菜披龟甲。为金花蟲科龜金花蟲屬下的一个种。